# Piggfrön
Piggfrön (Lappula) är ett släkte av strävbladiga växter. Piggfrön ingår i familjen strävbladiga växter.
I Sverige förekommer två arter; stickelfrö (Lappula deflexa) och piggfrö (Lappula squarrosa). Ibland kan även arten hönspiggfrö (Lappula patula) påträffas här.

## Bildgalleri

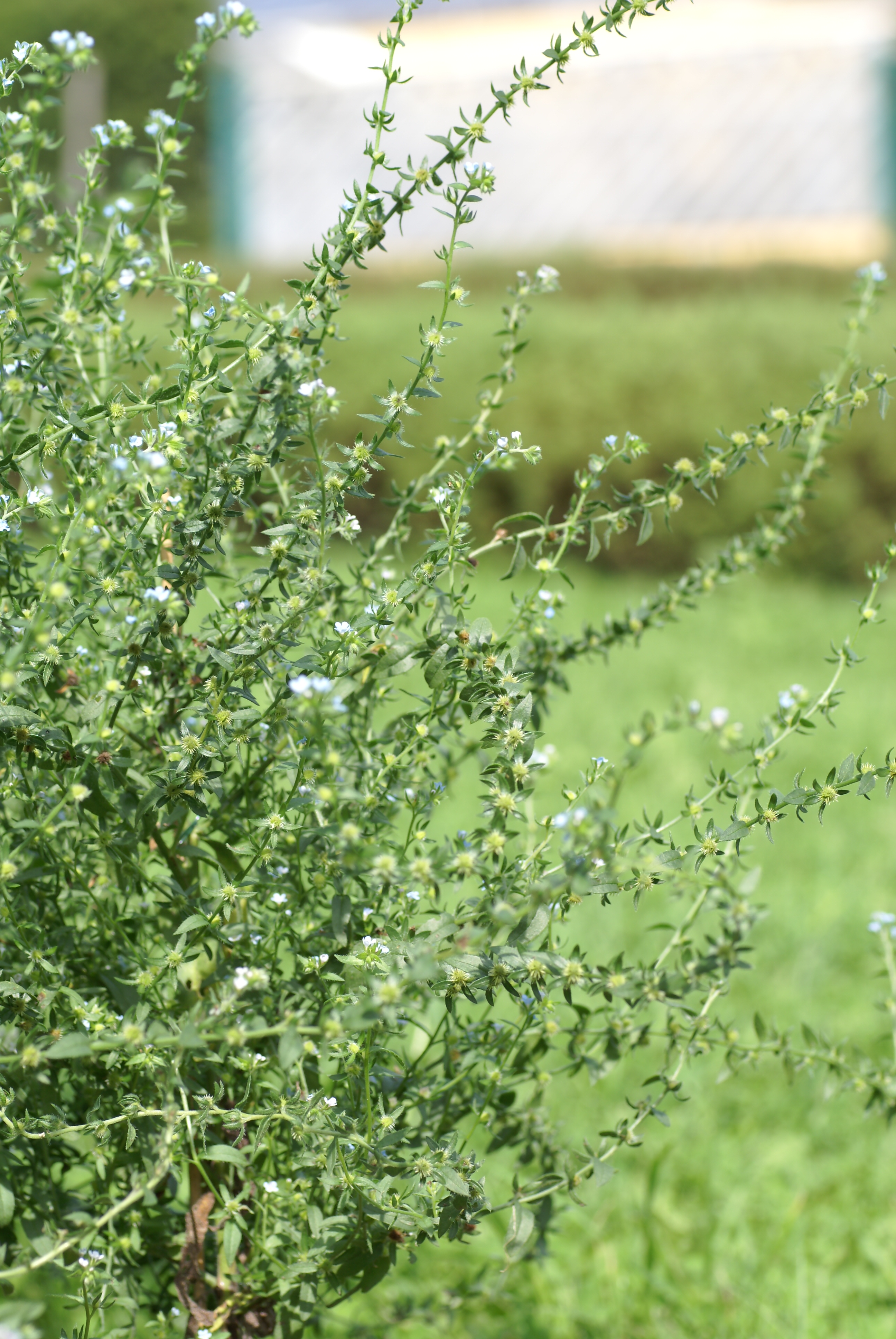
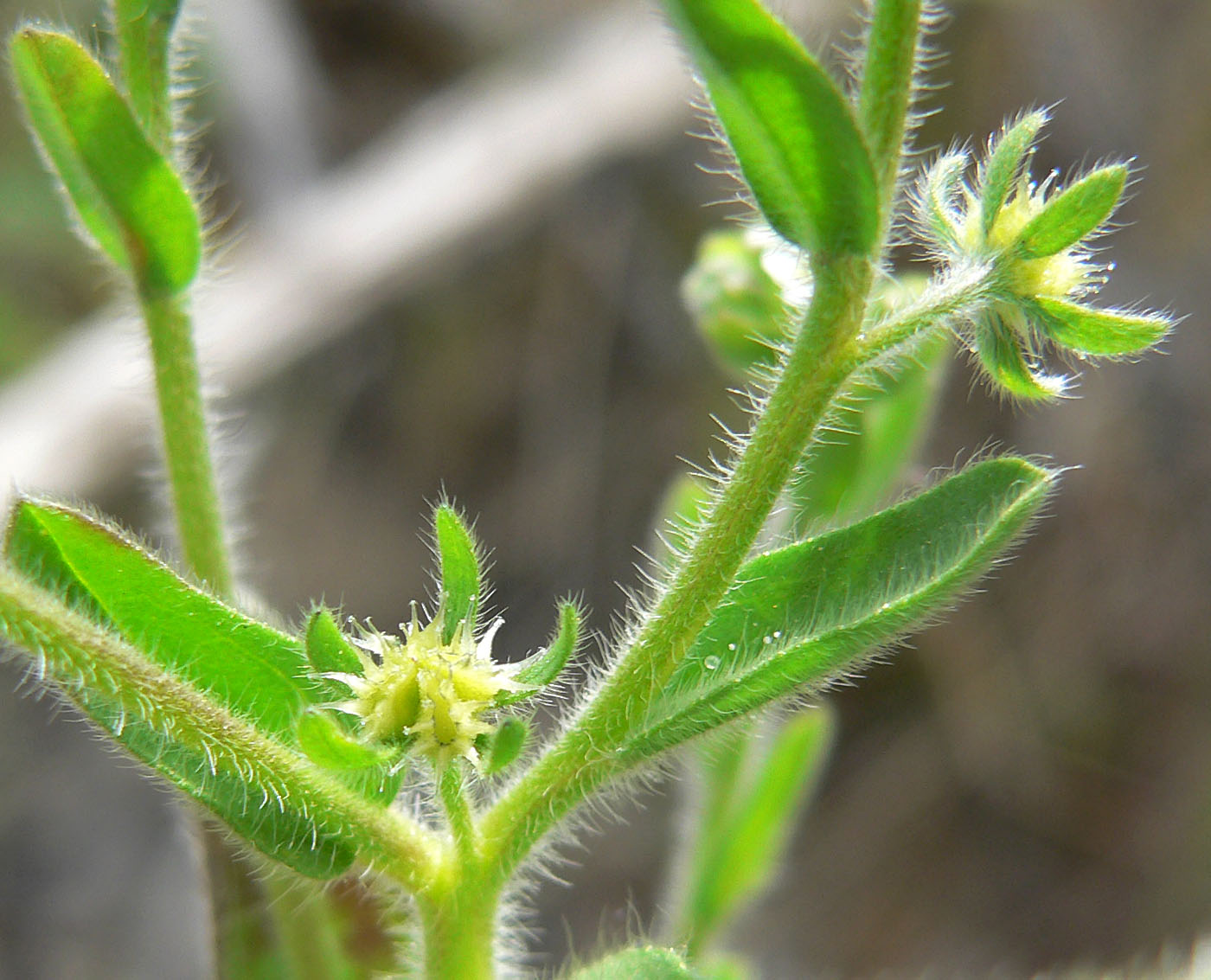

## Dottertaxa till Piggfrön, i alfabetisk ordning[1]
- Lappula aktaviensis
- Lappula anocarpa
- Lappula badachschanica
- Lappula baitenovii
- Lappula balchaschensis
- Lappula barbata
- Lappula brachycentra
- Lappula brachycentroides
- Lappula caespitosa
- Lappula capensis
- Lappula cenchrusoides
- Lappula consanguinea
- Lappula coronifera
- Lappula cristata
- Lappula deserticola
- Lappula diploloma
- Lappula drobovii
- Lappula dubia
- Lappula duplicicarpa
- Lappula echinophora
- Lappula fruticulosa
- Lappula glabrata
- Lappula granulata
- Lappula heteracantha
- Lappula heteromorpha
- Lappula himalayensis
- Lappula intermedia
- Lappula irregularis
- Lappula karelinii
- Lappula ketmenica
- Lappula korshinskyi
- Lappula krylovii
- Lappula kulikalonica
- Lappula laevigata
- Lappula laevimarginata
- Lappula lenensis
- Lappula leonardii
- Lappula lipschitzii
- Lappula lipskyi
- Lappula macra
- Lappula macrantha
- Lappula macrocarpa
- Lappula marginata
- Lappula microcarpa
- Lappula mogoltavica
- Lappula monocarpa
- Lappula nevskii
- Lappula nuratavica
- Lappula occidentalis
- Lappula occultata
- Lappula parvula
- Lappula patula
- Lappula paulsenii
- Lappula pavlovii
- Lappula physacantha
- Lappula popovii
- Lappula pratensis
- Lappula ramulosa
- Lappula rechingeri
- Lappula redowskii
- Lappula rigida
- Lappula rupestris
- Lappula rupicola
- Lappula saissanica
- Lappula saphronovae
- Lappula semialata
- Lappula semiglabra
- Lappula semnanensis
- Lappula sericata
- Lappula sessiliflora
- Lappula shanhsiensis
- Lappula sinaica
- Lappula spinocarpos
- Lappula squarrosa
- Lappula stricta
- Lappula subcaespitosa
- Lappula subsessilis
- Lappula szovitsiana
- Lappula tadshikorum
- Lappula tenuis
- Lappula tianschanica
- Lappula tuvinica
- Lappula zaissanica
- Lappula zapateri